# 崔天凱
崔天凱（さい てんがい）は中華人民共和国の外交官、政治家。駐アメリカ大使。過去に、中国外交部次官補、駐日本特命全権大使等を歴任。米ホプキンス大学修士。祖籍は浙江省。

## 人物・来歴
1969年から1974年まで黒竜江省に下放された後、華東師範大学外国語語学生として英語を学習。華東師範大学外国語学部で教鞭をとり、1978年に華東師範大学、1979年から北京外国語大学国連通訳養成センターで大学院生として過ごす。1981年から国連本部中国語事務局通訳を務めたのち、1984年に外交部入部。
1986年からジョンズ・ホプキンズ大学ポール・H・ニッツェ高等国際関係大学院で学び、翌年に修士号取得。
1987年から96年までは国際局に、1996年から1997年までは報道局に属し、1997年より中国常駐国連代表団の公使参事官として国連で勤務する。
2003年からはアジア局局長となる。2006年1月9日、北京で開催された日中政府間協議で「日本のマスコミは中国のマイナス面ばかり書いている。日本政府はもっとマスコミを指導すべきだ」と発言し、日本の中国報道に対する不満を露にしたことが伝えられた。翌10日、この件について問われた孔泉報道官（当時）は「あなたが言う中国官僚の話だが、私はそれが正確なものではないと考えている」と否定している。
2007年10月より駐日大使に任命。11月2日に信任状を奉呈。
2010年1月、外交部副部長（外務次官）に任命された。
2013年、駐アメリカ合衆国大使に任命。2021年6月23日まで駐米大使を務め上げた。